# 55108 Бімюллер
55108 Бімюллер (55108 Beamueller) — астероїд головного поясу, відкритий 24 серпня 2001 року.
Тіссеранів параметр щодо Юпітера — 3,215.